# Ilisandra Klein
Ilisandra Paula Klein est une joueuse brésilienne de volley-ball née le 30 mars 1986 à Guaraciaba (Santa Catarina). Elle mesure 1,82 m et joue au poste de réceptionneuse-attaquante. 

## Clubs
| Club                     | De        | À         |
| ------------------------ | --------- | --------- |
| Vôlei Futuro             | 2007-2008 | 2008-2009 |
| AD Brusque               | 2009-2010 | 2009-2010 |
| Praia Clube              | 2010-2010 | 2010-2010 |
| Santa Catarina           | 2010-2011 | 2010-2011 |
| Rio do Sul               | 2011-2012 | 2011-2012 |
| Uniara                   | 2012-2013 | nov 2013  |
| Vôlei Bauru              | 2013-2014 | 2013-2014 |
| Maranhão Vôlei           | 2014-2015 | 2014-2015 |
| Vasas Budapest           | 2015-2016 | 2015-2016 |
| AO Markopoulo            | 2016-2017 | 2016-2017 |
| CV J.A.V. Olímpico       | sept 2017 | nov 2017  |
| Clube Curitibano         | jan 2018  | mai 2018  |
| Vôlei Balneário Camboriú | 2019-2020 | …         |

## Palmarès
- Coupe de Hongrie
  - Finaliste : 2016.
- Championnat de Hongrie
  - Finaliste : 2016.